# Monte Carlo Masters 2022
Il Monte Carlo Masters 2022, conosciuto anche per motivi di sponsorizzazione come Rolex Monte Carlo Masters 2022, è stato un torneo di tennis maschile giocato sulla terra rossa. È stata la 114ª edizione del torneo, facente parte della categoria ATP Tour Masters 1000 nell'ambito dell'ATP Tour 2022. Il torneo si è giocato al Monte Carlo Country Club di Roccabruna (in Francia), vicino a Monte Carlo, dall'11 al 17 aprile 2022.

## Partecipanti

### Teste di serie
| Nazionalità             | Giocatore             | Ranking* | Testa di serie |
| ----------------------- | --------------------- | -------- | -------------- |
| Serbia                  | Novak Đoković         | 1        | 1              |
| Germania                | Alexander Zverev      | 3        | 2              |
| Grecia                  | Stefanos Tsitsipas    | 5        | 3              |
| Norvegia                | Casper Ruud           | 7        | 4              |
| da stabilire (bandiera) | Andrej Rublëv         | 8        | 5              |
| Canada                  | Félix Auger-Aliassime | 9        | 6              |
| Regno Unito             | Cameron Norrie        | 10       | 7              |
| Spagna                  | Carlos Alcaraz        | 11       | 8              |
| Italia                  | Jannik Sinner         | 12       | 9              |
| Stati Uniti             | Taylor Fritz          | 13       | 10             |
| Polonia                 | Hubert Hurkacz        | 14       | 11             |
| Argentina               | Diego Schwartzman     | 16       | 12             |
| Spagna                  | Pablo Carreño Busta   | 17       | 13             |
| Spagna                  | Roberto Bautista Agut | 19       | 14             |
| Georgia                 | Nikoloz Basilašvili   | 20       | 15             |
| Italia                  | Lorenzo Sonego        | 21       | 16             |

* Ranking aggiornato al 4 aprile 2022.

### Altri partecipanti
I seguenti giocatori hanno ricevuto una wild card per il tabellone principale:
- Lucas Catarina
- David Goffin
- Jo-Wilfried Tsonga
- Stan Wawrinka

Il seguente giocatore è entrato in tabellone con il ranking protetto:
- Borna Ćorić

I seguenti giocatori sono entrati in tabellone come lucky loser:
- Benjamin Bonzi
- Maxime Cressy
- Oscar Otte

I seguenti giocatori sono passati dalle qualificazioni:

- Jiří Lehečka
- Emil Ruusuvuori
- Bernabé Zapata Miralles
- Sebastián Báez
- Hugo Dellien
- Holger Rune
- Jaume Munar

### Ritiri
Prima del torneo
- Matteo Berrettini → sostituito da  Arthur Rinderknech
- Dominik Koepfer → sostituito da  Marcos Giron
- Daniil Medvedev → sostituito da  Tallon Griekspoor
- Rafael Nadal → sostituito da  Benoît Paire
- Dominic Thiem → sostituito da  Lorenzo Musetti

Durante il torneo
- Roberto Bautista Agut → sostituito da  Benjamin Bonzi
- Cristian Garín → sostituito da  Oscar Otte
- Gaël Monfils → sostituito da  Maxime Cressy

## Partecipanti al doppio

### Teste di serie
| Nazione     | Giocatore             | Nazione       | Giocatore         | Ranking* | Testa di serie |
| ----------- | --------------------- | ------------- | ----------------- | -------- | -------------- |
| Stati Uniti | Rajeev Ram            | Regno Unito   | Joe Salisbury     | 3        | 1              |
| Croazia     | Nikola Mektić         | Croazia       | Mate Pavić        | 7        | 2              |
| Spagna      | Marcel Granollers     | Argentina     | Horacio Zeballos  | 11       | 3              |
| Francia     | Pierre-Hugues Herbert | Francia       | Nicolas Mahut     | 15       | 4              |
| Germania    | Tim Pütz              | Nuova Zelanda | Michael Venus     | 20       | 5              |
| Colombia    | Juan Sebastián Cabal  | Colombia      | Robert Farah      | 24       | 6              |
| Paesi Bassi | Wesley Koolhof        | Regno Unito   | Neal Skupski      | 31       | 7              |
| El Salvador | Marcelo Arévalo       | Paesi Bassi   | Jean-Julien Rojer | 51       | 8              |

* Ranking aggiornato al 4 aprile 2022.

### Altri partecipanti
Le seguenti coppie hanno ricevuto una wildcard per il tabellone principale:
- Romain Arneodo /  Hugo Nys
- Marcelo Melo /  Alexander Zverev
- Petros Tsitsipas /  Stefanos Tsitsipas

### Ritiri
Prima del torneo
- Jamie Murray /  Bruno Soares → sostituiti da  Rohan Bopanna /  Jamie Murray
- John Peers /  Filip Polášek → sostituiti da  Aslan Karacev /  John Peers
- Raven Klaasen /  Ben McLachlan → sostituiti da  Nikoloz Basilašvili /  Aleksandr Bublik

## Punti e montepremi
Poiché il Masters di Monte Carlo è un Masters 1000 non obbligatorio ha una speciale regola per il punteggio: pur essendo conteggiato come un torneo 500 i punti sono quelli di un Masters 1000. Il montepremi complessivo è di 5802475 €.
| Torneo    | Torneo              | V       | F       | SF      | QF      | 3T     | 2T     | 1T     | Q  | Q2    | Q1    |
| Singolare | Punti               | 1000    | 600     | 360     | 180     | 90     | 45     | 10     | 25 | 16    | 0     |
| Singolare | Premi in denaro (€) | 836,355 | 456,720 | 249,640 | 136,225 | 72,865 | 39,070 | 21,650 | –  | 9,205 | 5,025 |
| Doppio    | Punti               | 1000    | 600     | 360     | 180     | 90     | 0      | –      | –  | –     | –     |
| Doppio    | Premi in denaro (€) | 256,610 | 139,390 | 76,560  | 42,240  | 23,230 | 17,580 | –      | –  | –     | –     |

## Campioni

### Singolare
Stefanos Tsitsipas ha sconfitto in finale  Alejandro Davidovich Fokina con il punteggio 6–3, 7–6(3).
- È l'ottavo titolo in carriera per Tsitsipas, il primo della stagione.

### Doppio
Rajeev Ram /  Joe Salisbury hanno sconfitto in finale  Juan Sebastián Cabal /  Robert Farah con il punteggio di 6–4, 3–6, [10–7].